# November (Rowwen Hèze)
November is een nummer van de Nederlandse band Rowwen Hèze. Het nummer is gebaseerd op het oude Ierse volksliedje On Raglan Road. 
Het nummer verscheen op het album Vandaag uit 2000. Op 9 februari van dat jaar werd het nummer uitgebracht als de eerste single van het album.

## Oorsprong
De oorsprong van On Raglan Road is niet geheel duidelijk. De melodie is in ieder geval gebaseerd op een oud Iers volksliedje met de naam Fáinne geal an lae ("Het aanbreken van de dag"). Er zijn echter twee liedjes met deze naam; in de zeventiende eeuw schreef de Ierse bard Thomas Connellan het lied, terwijl in de negentiende eeuw de folkmuzikant Edward Walsh een lied met dezelfde titel schreef. De melodie van deze nummers is niet hetzelfde. Het folkliedje is veel simpeler, en net als veel andere Ierse volksmuziek pentatonisch. Dit geeft wel een overeenkomst tussen de nummers, men kan daarom aannemen dat de melodie van de versie van Walsh afstamt van die van de versie van Connellan. De versie van Walsh bleek uiteindelijk populairder en werd in 1847 gepubliceerd in het boek Irish Popular Songs. Later werd een Engelse vertaling gemaakt met de titel "The Dawning of the Day".

## On Raglan Road
De tekst van On Raglan Road is geschreven door Patrick Kavanagh. In 1946 publiceerde hij een gedicht met de titel "Dark haired Miriam ran away". Later zou duidelijk worden dat Miriam de naam van de vriendin van zijn broer was, en dat hij vanwege privacyredenen de naam van zijn eigen vriendin niet gebruikte. Raglan Road is een bekende rijkeluisstraat in Dublin, de hoofdstad van Ierland.
Luke Kelly, lid van de Ierse band The Dubliners, kwam op het idee om de tekst van dit gedicht op de muziek van "Fáinne geal an lae" te zetten. Hij is waarschijnlijk niet de eerste geweest met dit idee; in een televisie-uitzending uit 1974 zong Kavanagh het nummer zelf op deze melodie. Buiten het metrum is ook het thema van de nummers gelijkaardig. Op 5 oktober 1986, twee jaar na het overlijden van Kelly, kwam de versie van The Dubliners uit op single. Het nummer is door vele bekende artiesten gecoverd, waaronder Roger Daltrey, Mark Knopfler, Van Morrison, Sinéad O'Connor en Ed Sheeran.

## Rowwen Hèze
Jack Poels, zanger van de Limburgse band Rowwen Hèze, kreeg de inspiratie voor het nummer November toen hij On Raglan Road in Ierland hoorde. Het eerste wat in hem opkwam was de beginregel, waarin hij de locatie van het nummer van Dublin naar Venlo verplaatste. In het lied komt de zanger om twaalf uur 's nachts een oude liefde tegen, met wie hij de hele nacht praat. Als het ochtend wordt, gaan ze samen weg.
November behaalde de 41e plaats in de Mega Top 100 en behaalde in het jaar na uitgave de eerste plaats in de Limbo Top 100, de lijst van de 100 beste nummers uit Limburg. Sinds 2010 staat het nummer ook in de Radio 2 Top 2000, met de 217e plaats in 2019 als hoogste notering.
November staat ook op het compilatiealbum Kilomeaters uit 2005 en het livealbum Saus uit 2008.

## Hitnoteringen

### Mega Top 100
| Hitnotering: 19-02-2000 t/m 08-04-2000 | Hitnotering: 19-02-2000 t/m 08-04-2000 | Hitnotering: 19-02-2000 t/m 08-04-2000 | Hitnotering: 19-02-2000 t/m 08-04-2000 | Hitnotering: 19-02-2000 t/m 08-04-2000 | Hitnotering: 19-02-2000 t/m 08-04-2000 | Hitnotering: 19-02-2000 t/m 08-04-2000 | Hitnotering: 19-02-2000 t/m 08-04-2000 | Hitnotering: 19-02-2000 t/m 08-04-2000 | Hitnotering: 19-02-2000 t/m 08-04-2000 |
| Week                                   | 1                                      | 2                                      | 3                                      | 4                                      | 5                                      | 6                                      | 7                                      | 8                                      |                                        |
| -------------------------------------- | -------------------------------------- | -------------------------------------- | -------------------------------------- | -------------------------------------- | -------------------------------------- | -------------------------------------- | -------------------------------------- | -------------------------------------- | -------------------------------------- |
| Positie                                | 90                                     | 44                                     | 41                                     | 47                                     | 49                                     | 52                                     | 63                                     | 91                                     | uit                                    |

### NPO Radio 2 Top 2000
| Nummer met noteringen in de NPO Radio 2 Top 2000 | '10 | '11 | '12 | '13 | '14 | '15 | '16 | '17 | '18 | '19 | '20 | '21 | '22 | '23 | '24 |
| ------------------------------------------------ | --- | --- | --- | --- | --- | --- | --- | --- | --- | --- | --- | --- | --- | --- | --- |
| On Raglan Road                                   | 259 | 267 | 280 | 234 | 344 | 237 | 349 | 367 | 291 | 217 | 267 | 222 | 256 | 268 | 248 |

1. ↑  Een vetgedrukt getal geeft de hoogste notering aan.
2. ↑  2010 was het eerste jaar met een notering voor dit nummer.